# The Awakening (film 1914 Turner)
The Awakening è un cortometraggio muto del 1914 diretto da Otis Turner. Nel 1914, uscì in sala un altro The Awakening, diretto da William Desmond Taylor.

## Trama
In un villaggio in riva al mare arriva una pittrice, interessata al colore locale. Infatuata di un prestante pescatore, lo prende come modello e gli lascia credere che la loro relazione potrebbe trasformarsi in qualcosa che potrebbe durare anche oltre il compimento del quadro. Ma poi, quando il giovane accompagna in città la pittrice, lui si rende conto che la donna lo ha preso in giro. Non solo è già fidanzata con un altro, ma ha usato il loro "amore" esclusivamente al servizio della sua arte. Amareggiato, deve tornarsene al suo villaggio, dalla fidanzata. Prima di andarsene, però, l'uomo distrugge il dipinto, tagliandolo a pezzi.

## Produzione
Il film fu prodotto dalla Rex Motion Picture Company.

## Distribuzione
Distribuito dall'Universal Film Manufacturing Company, il film - un cortometraggio in una bobinca - uscì nelle sale cinematografiche degli Stati Uniti l'11 giugno 1914.